# Liotyphlops
Liotyphlops es un género de serpientes de la familia Anomalepididae. Sus especies son endémicas de América, desde Costa Rica hasta Argentina.

## Especies
Se reconocen las 15 especies siguientes:
- Liotyphlops albirostris (Peters, 1857).[2] - Serpiente ciega de nariz blanca.
- Liotyphlops anops (Cope, 1899).[3] - Serpiente ciega de Cope.
- Liotyphlops argaleus Dixon & Kofron, 1984.[4] - Serpiente ciega de Cundinamarca.
- Liotyphlops beui (Amaral, 1924).[5] - Serpiente ciega oscura.
- Liotyphlops bondensis (Griffin, 1916).[6] - la serpiente ciega de Armando.
- Liotyphlops caissara Centeno, Sawaya & Germano, 2010.[7] - Serpiente ciega de São Sebastião.
- Liotyphlops haadi Silva Haad, Franco & Maldonado, 2008.[8] - Serpiente ciega del sur de Colombia.
- Liotyphlops palauophis Marra-Santos, 2023.[9]- Serpiente ciega de Palau.
- Liotyphlops pino Antúnez-Fonseca, Ramos-Galdámez, Solís, Díaz-Ricaurte & Wilson, 2024[10] - Serpiente ciega de Honduras.
- Liotyphlops schubarti Vanzolini, 1948.[11] - Serpiente ciega de São Paulo.
- Liotyphlops sousai Marra-Santos & Reis, 2018.[12] - Serpiente ciega de Santa Catarina.
- Liotyphlops taylori Marra-Santos & Reis, 2018.[12] - Serpiente ciega de Mato Grosso.
- Liotyphlops ternetzii (Boulenger, 1896).[13] - Serpiente ciega de Ternetz.
- Liotyphlops trefauti Freire, Caramaschi & Suzart Argolo, 2007.[14] - Serpiente ciega de Alagoas.
- Liotyphlops wilderi (Garman, 1883).[15] - Serpiente ciega de Wilder.